# I. Ióannész bizánci császár
I. Ióannész, eredeti nevén Ióannész Kurkuasz Tzimiszkész (görögül: Ιωάννης Α΄ Τζιμισκής, latinul: Ioannes I Tzimisces, 924 – Konstantinápoly, 976. január 10.)  a Bizánci Birodalom császára (uralkodott 969. december 11-étől haláláig), II. Niképhorosz Phókasz gyilkosa volt. Uralkodása alatt elődjéhez hasonlóan szép katonai sikereket ért el, tovább erősítve a birodalmat. Közismert ragadványneve, a Tzimiszkész örmény eredetű, és azt jelenti: vörös csizma.

## Karrierje
Ióannész Kurkuasz híres hadvezéreket adó, örmény eredetű kappadókiai arisztokrata családból származott, anyja révén pedig a hasonlóan gazdag és sikeres famíliához tartozó Niképhorosz Phókasz unokaöccse volt. Első felesége a Szkléroszok közé tartozott. Katonai karrierje még VII. Kónsztantinosz idején indult, aki meglepően fiatalon nevezte ki Armenia thema helytartójává. Ilyen minőségben 956-ban bevette Szamoszata várát a mezopotámiai határon. 
Niképhorosz 963-as, általa is támogatott trónszerzését követően domesztikoszi rangban a keleti hadszíntér főparancsnokává léptették elő, és része volt a császár muszlimok felett aratott diadalaiban. A fiatal, sikeres, vonzó modorú és külsejű Ióannész a császárnét, Theophanót is lenyűgözte, aki végül a szeretőjévé tette, és merényletet szervezett Niképhorosz ellen. A gyilkosságot Ióannész és barátai követték el a 969. december 11-ére virradó éjjel.

## Uralkodása

### Az új kormányzat
Véres trónra lépését Polüeuktész konstantinápolyi pátriárka az egyház pozícióinak megerősítésére használta fel. Kötelezte Ióannészt, hogy nyilvános bűnbánatot tartson, megbüntesse bűntársait és száműzze Theophanót. Ióannész kénytelen volt engedni, hogy beléphessen a templomba és a pátriárka megkoronázza. Polüeuktész egyúttal Niképhorosz azon törvényét is eltöröltette vele, amely a kincstár jövedelmeit megóvandó tiltotta az új egyházi intézmények alapítását és a klérusnak történő földadományozást. (Igaz, ránk maradt rendeleteiből kiderül, hogy a világiak mellett az egyházi birtokokat sem kímélte, amikor az oda költözött sztratióták kikutatását és erőszakos visszatelepítésüket végeztette a hatóságokkal. Ezzel az intézkedéssel saját katonaállományát és adóforrását védelmezte.)
A pátriárkával megbékélve Ióannész, aki Niképhoroszhoz hasonlóan átvette a kiskorú II. Baszileiosz és VIII. Kónsztantinosz feletti gyámságot, tovább erősítendő saját legitimitását feleségül vette azok nagynénjét, VII. Kónsztantinosz lányát, Theodórát. Táborában tudhatta az ifjú császárok nagyanyjának féltestvérét, Baszileiosz Lekapénoszt, az eunuch parakoimomenoszt is, aki már hosszú évtizedek óta meghatározta a bizánci politikát. Egyedül a Phókaszoktól volt tartani valója, ám Niképhorosz fivére, a kuropalatész León egy kudarcba fulladt lázadást követően megvakult, fia, Bardasz pedig a császár hajdani sógora, Bardasz Szklérosz fogságába esett, és családjával együtt Khioszra száműzték.

### Leszámolás Szvjatoszlávval

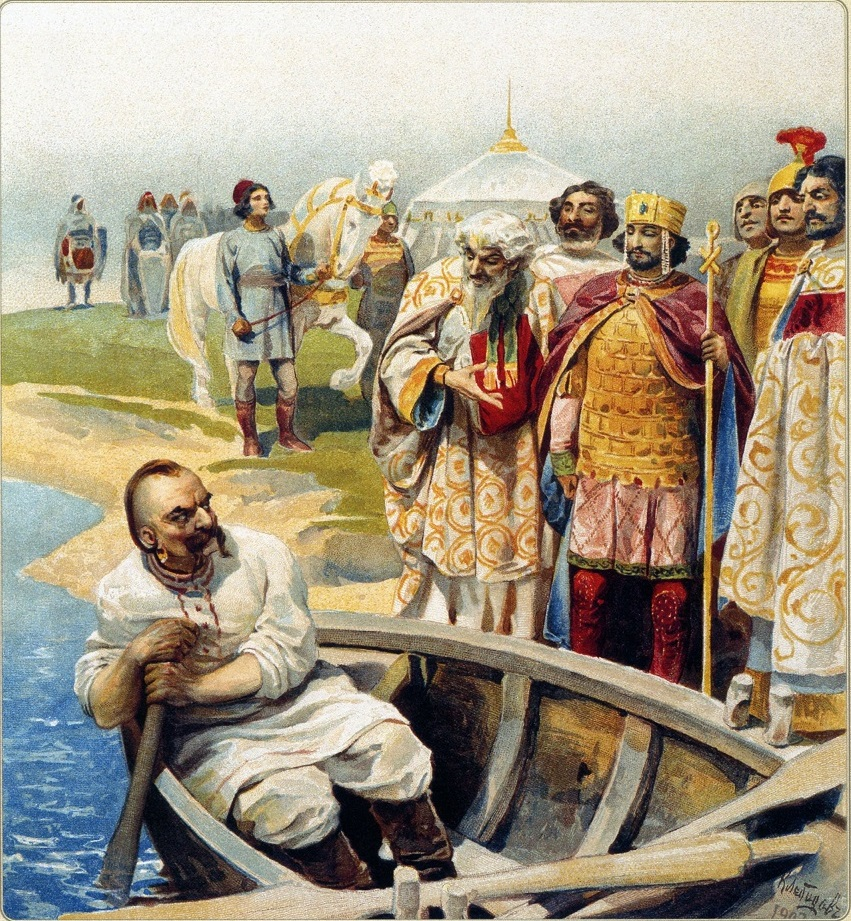
Szvjatoszláv és Ióannész császár találkozása. Klavgyij Lebegyev (1852–1916) festménye

Bizánc legégetőbb gondja a balkáni helyzet volt, ahol I. Szvjatoszláv kijevi fejedelem vette át a hatalmat Bulgária felett – eredetileg még II. Niképhorosz meghívására. A veszélyes hatalmi koncentráció ellenében már Ióannész elődje is felvette a harcot azzal, hogy az eredeti ellenféllel, a bolgárokkal próbált szövetkezni. Törekvését azonban az idő rövidsége miatt nem koronázta siker, és 970-ben Szvjatoszláv besenyőkkel és magyarokkal szövetségben a Bizánci Birodalom ellen indult (ezt szokás az utolsó kalandozó hadjáratnak tekinteni). A birodalom összes európai területét követelő támadók feldúlták Thrákiát, de az arkadiopoliszi csatában vereséget szenvedtek a császári erőktől.
Ióannész 971 áprilisában indított ellencsapást, mely során villámgyorsan bevette Preszlavot, majd Drasztar (görögül Dorosztolon, mai bolgár nevén Szilisztra) várában ostromgyűrűbe fogta Szvjatoszlávot. A fejedelem kitartóan védekezett, ám Ióannész szárazföldi hadai és a Dunán felhajózó bizánci flotta a súlyos veszteségek árán sem adta fel az ostromot. Szvjatoszláv több kitörést követően júliusban adta meg magát, ígéretet téve a Balkán elhagyására és a krími bizánci birtokok elkerülésére. A tárgyalások során személyesen is találkozott a két uralkodó. Ióannész engedékenynek bizonyult: a békekötést követően élelmet osztott a kiéhezett kijevi csapatoknak, és hajlandó volt megújítani az immár szövetségesévé előlépett állam kereskedelmi privilégiumait. Szvjatoszláv hazatérőben esett el a Dnyeper mellett egy besenyők ellen vívott csatában, fiai pedig polgárháborúba keveredve nem jelentettek veszélyt a császárságra.

### Bulgária megszerzése
Ióannész győzelmének az a haszna is megvolt, hogy szövetségesévé tehette és megszállhatta Bulgáriát. A kijevi fejedelem által elnyomott II. Boriszt Preszlav meghódításakor fogságra vetette, de elismerte Bulgária uralkodójának, amivel egy időre maga mellé állította a bolgárokat. A diadalt követően azonban Borisz cár Konstantinápolyban maradt, a bolgár patriarchátust eltörölték, Bulgária nagy része pedig bizánci fennhatóság alá került, kivéve a legnyugatabbi, macedóniai vidékeket, ahol rövidesen ellenállás szerveződött egy a Komitpulik vezetésével, de az Ohrid központú mozgalom csak Ióannész halálát követően lendült ellentámadásba Sámuel vezetésével.

### Keleti sikerek
Niképhorosz Phókasz leglátványosabb sikere Antiokheia meghódítása volt 969-ben. Ugyanebben az évben a Fátimidák addig Észak-Afrika felett uralkodó iszmáilita dinasztiája elhódította Egyiptomot az Ihsídidáktól, és agresszív terjeszkedésbe kezdett a szír térségben. Az egyiptomi erők már 971-ben megostromolták Antiokheiát, de nem tudták visszafoglalni a bizánciaktól. Ióannész császár a balkáni mellett az itáliai helyzetet is rendezte: engedve I. Ottó német-római császár nyomásának 972-ben feleségül küldte a trónörökös II. Ottónak egy rokonát, Theophanót. Ezzel, bár nem a Makedón-dinasztia egy sarját küldte, és hozományképp Dél-Itáliát sem adta át, egyelőre megnyugtatóan rendezte a helyzetet.
A birodalom nyugati vidékein békét szerezve Ióannész eltökélte, hogy elődje nyomdokain járva folytatja a szent háborút a muszlimok ellen, ezért 972-ben Felső-Mezopotámiára tört, bevéve Martüropoliszt és Niszibiszt. A Fátimidák gyors terjeszkedésére válaszul azonban a fő csapást a szír térségre mérte: előbb 974-ben támadott, majd 975-ben vonult végig diadalmasan a hajdani bizánci birtokokon. 975 áprilisában Antiokheiából kiindulva elfoglalta Emeszát, majd tovább törve dél felé, Baalbeket és Damaszkuszt is megadásra kényszerítette. Ezután a Szentföld ellen vonult, ahol számos fontos erősséget (Tiberias, Názáret, Akkon, Kaiszareia) elfoglalt. Jeruzsálemet már nem ostromolta meg, hanem visszavonult, útközben meghódítva egyebek mellett Szidón és Bejrút városát is. A hatalmas diadalokat hozó hadjáraton a császár halálosan megbetegedett (valószínűleg tífuszos lett), és fővárosába hazatérve 976. január 10-én meghalt.